# Вежі (герб)
Вежі (пол. Wieże) — шляхетський герб сілезького походження, вживаний у Речі Посполитій.

## Опис герба
У блакитному полі на зеленій землі, дві квадратні цегляні вежі з гострими дахами й трьома вікнами. 
Клейнод: три пера страуса. Намет блакитний, підбитий червоним.

## Роди
Список був складений на основі достовірних джерел, особливо класичних і сучасних гернбовників. Звертаємо вашу увагу на часте явище самопризначення гербів шляхтичами, особливо важкі в режимі легітимізації шляхетства, що було потім збережено у виданих пізніше гербовниках. Підкреслимо також, що ідентичність прізвища не обов'язково означає приналежність до певного гербового роду. Приналежність таку можна безперечно визначити тільки через генеалогічне дослідження.
Повний список родин не сьогодні можливий для відновлення, також через руйнування і зникнення багатьох актів і документів під час II світової війни (зокрема, під час варшавського повстання у 1944 згоріло понад 90% ресурсу Архів Центрального Давніх актів у Варшаві, де зберігаються більшість документів середньовіччя). Список прізвищ, що перебуває у статті, відібраний з Гербовника польського Тадеуша Гайля:
Роди сілезькі: Боренські (Боринські) (Boreński, Boryński), Вельчек (Welczek), Вепр(ж)евські (Вепр(ж)овські) (Wieprzewski, Weprowski, Wieprzowski), Козловські (Kozłowski), Осинські (Осінські) (Osiński, Osyński), Рашиць (Рашицькі) (Raszyc, Raszycki).
Інші роди: Барутвердські (Barutwierdzki), Бейнари (Bejnary), Бейнаровичі (Bejnarowicz), Бойнаровичі (Bojnarowicz), Боренські (Boreński), Боринські (Boryński), Волки (Wołk), Волки-Карачевські (Вовки-Карачевські) (Wołk-Karaczewski), Кальмовські (Kalmowski), Ланевські (Łaniewski), Надецькі (Nadecki), Нідецькі (Nidecki), Пелчовські (Pełczowski), Ратомські (Ratomski), Рашиць (Raszyc), Рашицькі (Raszycki), Резіца (Rezica), Резіча (Rezicza), Ресіца (Resica), Решица (Решиця) (Reszyca).